# Vans Warped Tour
Le Vans Warped Tour ou Warped Tour est un festival musical et de sport extrêmes. La tournée se tient dans différents endroits à travers tous les États-Unis et même dans quelques villes au Canada. La marque de skateboard et BMX Vans sponsorise l'événement depuis 1995. La tournée commença au départ comme une scène pour le punk rock mais depuis la tournée s'ouvre sur différents genres de rock et de métal.

## Déroulement de la tournée
Depuis les années 2000, le Warped Tour dispose de près de 100 groupes par concerts, les groupes jouant environ 30 minutes sur approximativement 10 scènes. Les groupes commençant habituellement à jouer à 11h du matin et finissant à 21h du soir. Les scènes étant largement dispersées les unes des autres pour ne pas se gêner les uns les autres. Les fans peuvent voter sur internet pour voir leurs groupes favoris jouer un concert plus long en dernier passage.

## Histoire
Le Warped Tour fut créé en 1996 par Kevin Lyman qui eut l'idée de la tournée en travaillant sur des représentations de skateboard incluant musique et démonstration de skate.
En 1998 la tournée devient internationale en s'implantant en Europe, en Australie au Japon et au Canada.
En plus de la musique, la tournée inclut des rampes de skateboard et de BMX ainsi que différents spots. De plus la tournée dispose de grande tentes ou chaque groupe peut vendre ses t-shirt et autres merchandising, ce qui permet aussi aux fans de rencontrer les musiciens qui signent des autographes sur le stand respectif.
En 2006, la tournée initia la Warped Eco Initiative, ainsi les différents bus de la tournée roulent au biodiesel, la tournée dispose aussi d'une scène à l'énergie solaire.
Alors que certains critiquent la tournée pour être trop "commerciale" et très chère. D'autres trouvent que la tournée tue les petits festivals et lieux de concerts. Beaucoup jugeant que la tournée a perdu son aura punk ne mettant en scène que des groupes faisant de grosses ventes et étant sur-médiatisés.

## Liste des groupes venus jouer

### 2010
This Romantic Tragedy

### 2011
3OH!3, A Day To Remember, A Skylit Drive, Abandon All Ships, Against Me!, Asking Alexandria, Attack Attack!, August Burns Red, Bad Rabbits, Big B, Big Chocolate, Big D And The Kids Table, Black List Royals, Black Square, Black Veil Brides, Blood On The Dance Floor, Brothers Of Brazil, Campaigning For Zeros, Cold Forty Three, Columbyne, Continental, D.R.U.G.S., Dance Gavin Dance, DC Fallout, Demerit, Electric Touch, Enter Shikari, Every Avenue, Eyes Set To Kill, Falling In Reverse, Family Force Five, Foxy Shazam, Freshman 15, Gatsby's American Dream, Go Radio, Good Guys In Black, Grieves With Budo, Gym Class Heroes, Hellogoodbye, I Set My Friends On Fire, Illscarlett, Ionia, It Boys!, Ivy League, Jack's Mannequin, Larry And His Flask, Less Than Jake, Lionize, Lucero, Machree, Madina Lake, MC Lars with Weerd Science, Middle Class Rut, Miss May I, Mojo Morgan, Motionless in White, Moving Mountains, My Arcadia, Neo Geo, New Years Day, Of Mice & Men, Paramore, Passafire, Peelander-Z, Pepper, Permanent Bastards, Places And Numbers, Planet Smashers, Pour Habit, Railroad To Alaska, Rapid Decline, Relient K, River City Extension, Set Your Goals, Sharks, Shira, Shut Up And Deal, Sick Of Sarah, Simple Plan, So Long Arletta, Stephen Jerzak, Street Dogs, Sum 41, Terrible Things, Tess Dunn, The Acacia Strain, The Aggrolites, The Black Pacific, The Bots, The Dance Party, The Dangerous Summer, The Devil Wears Prada, The Expendables, The Exposed, The Fold, The Menzingers, The Narrative, The Ready Set, The Sheds, The Suit, The Wonder Years, The Word Alive, There For Tomorrow, Tomorrow's Bad Seeds, Tornado Rider, Unwritten Law, Veara, Vonnegutt, We Came As Romans, We're Doomed, Winds Of Plague, Windsor Drive, Woe, Is Me, Yelawolf.